# 柏德森號驅逐艦 (DD-36)
柏德森號驅逐艦（舷號DD-36）是一艘隸屬於美國海軍的驅逐艦，為保爾丁級驅逐艦的15號艦。她是美軍第一艘以柏德森為名的軍艦，以紀念美法准戰爭及1812年戰爭時期的海軍軍官丹尼爾·柏德森（Daniel Patterson）。
柏德森號在1910年於克雷普父子造船廠開始建造，在1911年下水服役。接著柏德森號留在大西洋執勤，曾協助美軍在坦皮科事件後入侵墨西哥。美國參與第一次世界大戰後，柏德森號被派往英國、愛爾蘭及法國海域，掩護協約國商船。戰後柏德森號在1919年退役，並在1924年轉交美國海岸防衛隊，負責截查酒精走私。1934年柏德森號除籍，按倫敦海軍條約出售拆解。